# Phragmataecia testacea
Phragmataecia testacea is een vlinder uit de familie van de houtboorders (Cossidae). De wetenschappelijke naam van de soort werd voor het eerst geldig gepubliceerd in 1856 door Walker.